# Chaldeeën

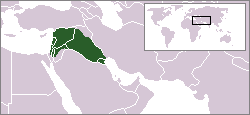
Het Nieuw-Babylonische Rijk van de Chaldeeërs, 600 v.Chr.

De Chaldeeën of Chaldeeërs ("bewoners van Chaldea"; Oudgrieks Χαλδαίοι Chaldaioi; Aramees:  ܟܲܠܕܵܝܹ̈ܐ, Kaldoye; Hebreeuws כשדים Kaśdim; bijvoeglijk naamwoord Chaldees(e) of Chaldeeuws(e)) waren een Semitisch volk in het antieke Mesopotamië. 
In feite was 'Chaldeeën' een verzamelnaam voor enkele grote, semi-nomadische stamverbanden, met name de Jakinu, Amukkanu en Dakkuru, die zich rond 900 v.Chr. in Zuid-Babylonië vestigden. Dit kerngebied van lagunes en moerassen aan de benedenloop van Eufraat en Tigris werd in het Akkadisch mat Kaldu of Kašdu genoemd, in het Aramees: ܟܠܕܘ Kaldo. In het Grieks werd dit Χαλδαία, Chaldaia, gelatiniseerd tot Chaldaea.
De Chaldeeën maakten deel uit van de Aramees-sprekende Semitische stammen die rond het begin van het eerste millennium v.Chr. vanuit de Syrische Woestijn het stroomgebied van de Eufraat begonnen binnen te dringen. Omdat ze oorspronkelijk uit het Aramese thuisland komen en de Aramese taal spraken veronderstellen verschillende wetenschappers dat ze van Aramese oorsprong zijn. In eerste instantie was het Assyrië dat hen het hoofd moest bieden, en dit koninkrijk wist zich maar met moeite staande te houden. Daarop trokken ze verder naar het zuiden waar een vrij zwak Babylonisch koninkrijk lag waar zij zich vestigden. Spoedig begonnen zij daar een belangrijke rol in de politiek te spelen, hoewel de precieze toedracht daarvan niet goed duidelijk is. De komst van de Chaldeërs luidde een donkere tijd in waaruit niet veel bekend is. Vanaf 775 v.Chr. slaagden enkele Chaldeese vorsten erin om de Babylonische troon te bemachtigen, waaronder Marduk-apla-iddina II (r. ca. 720–700 v.Chr). Assyrië wist zich te herstellen en domineerde geruime tijd het zuiden totdat in 626 v.Chr. een van oorsprong Chaldees vorstenhuis het Assyrische juk wist af te schudden en de bloeitijd van de Neo-Babylonische dynastie begon.
In beide delen van het Tweestromenland was de invloed van de Semitische stammen groot. De oorspronkelijk oostsemitische Akkadische taal werd bijvoorbeeld geleidelijk verdrongen door het westsemitische Aramees en ook het spijkerschrift waarin het Akkadisch geschreven werd moest het geleidelijk afleggen tegen het veel praktischer Aramese alfabetische schrift.
De assyrioloog George Smith (1840-1876) werd in 1872 wereldberoemd met zijn vertaling van het elfde tablet van het epos van Gilgamesj, dat het Chaldeeuwse verslag van de Grote Vloed werd genoemd. In 1876 publiceerde hij "Het Chaldeeuwse verslag van Genesis" (The Chaldean account of Genesis). In dit scheppingsverhaal schiepen de goden Zi, Ziku, Mirku, Libzu, Nissi, Suhhab en Hea de mensheid (zalmat-qaqadi, 'het donkere ras', Admi, Adami, Adamu).

## Moderne tijd
Na een langdurige afwezigheid in de geschiedenis, werd de naam heropend tijdens de oprichting van de Chaldeeuws-Katholieke Kerk. De kerk werd niet gesticht en bevolkt door de lang uitgestorven Chaldeeuwse stammen uit het zuidoosten van Mesopotamië, maar werd opgericht in Noord-Mesopotamië door een afsplitsing van etnische Suraye die voorheen leden waren van de Kerk van het Oosten voordat ze in gemeenschap met Rome kwamen.